# Dlouhé s

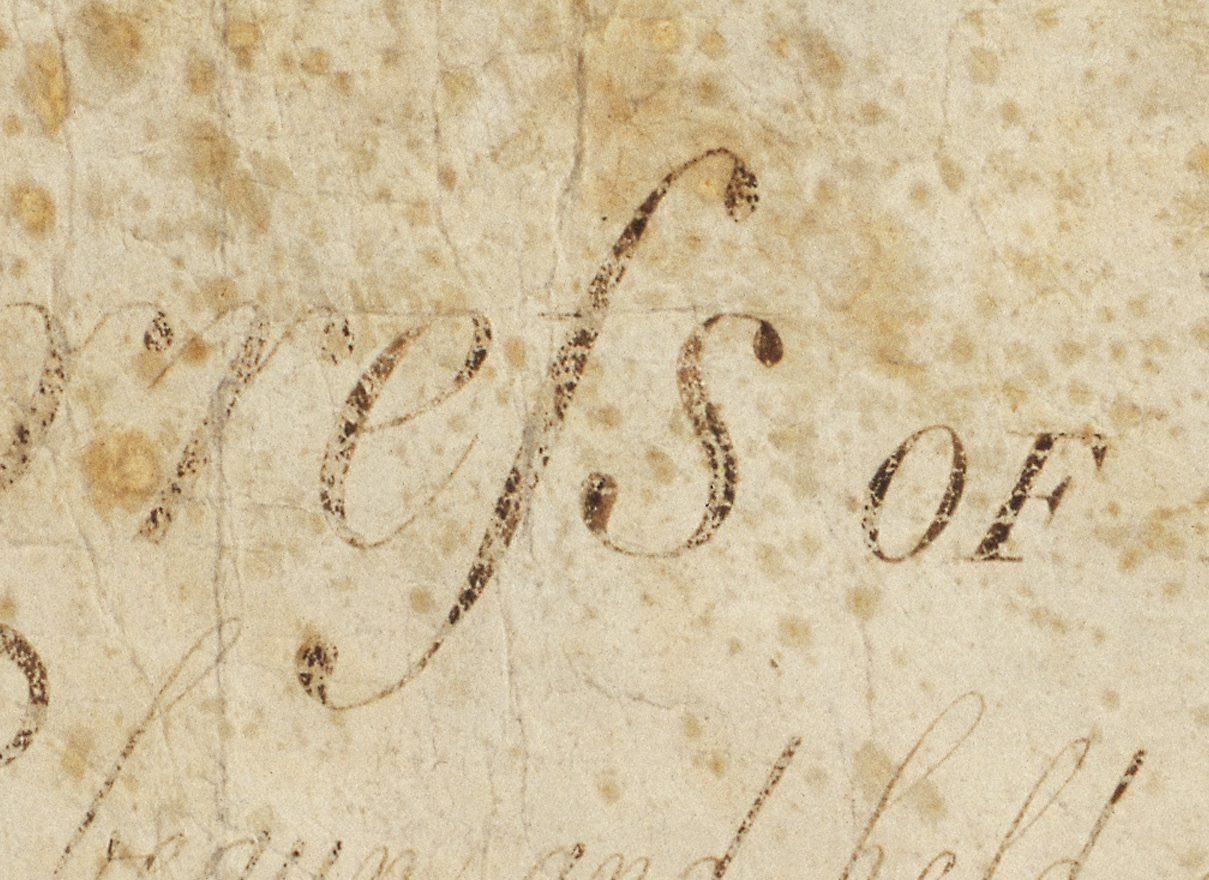
Dlouhé s jako předposlední písmeno ve slově Congress na americké Bill of Rights

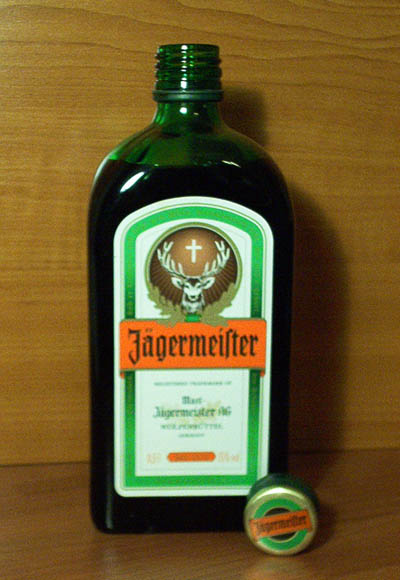
Logo bylinného likéru Jägermeister

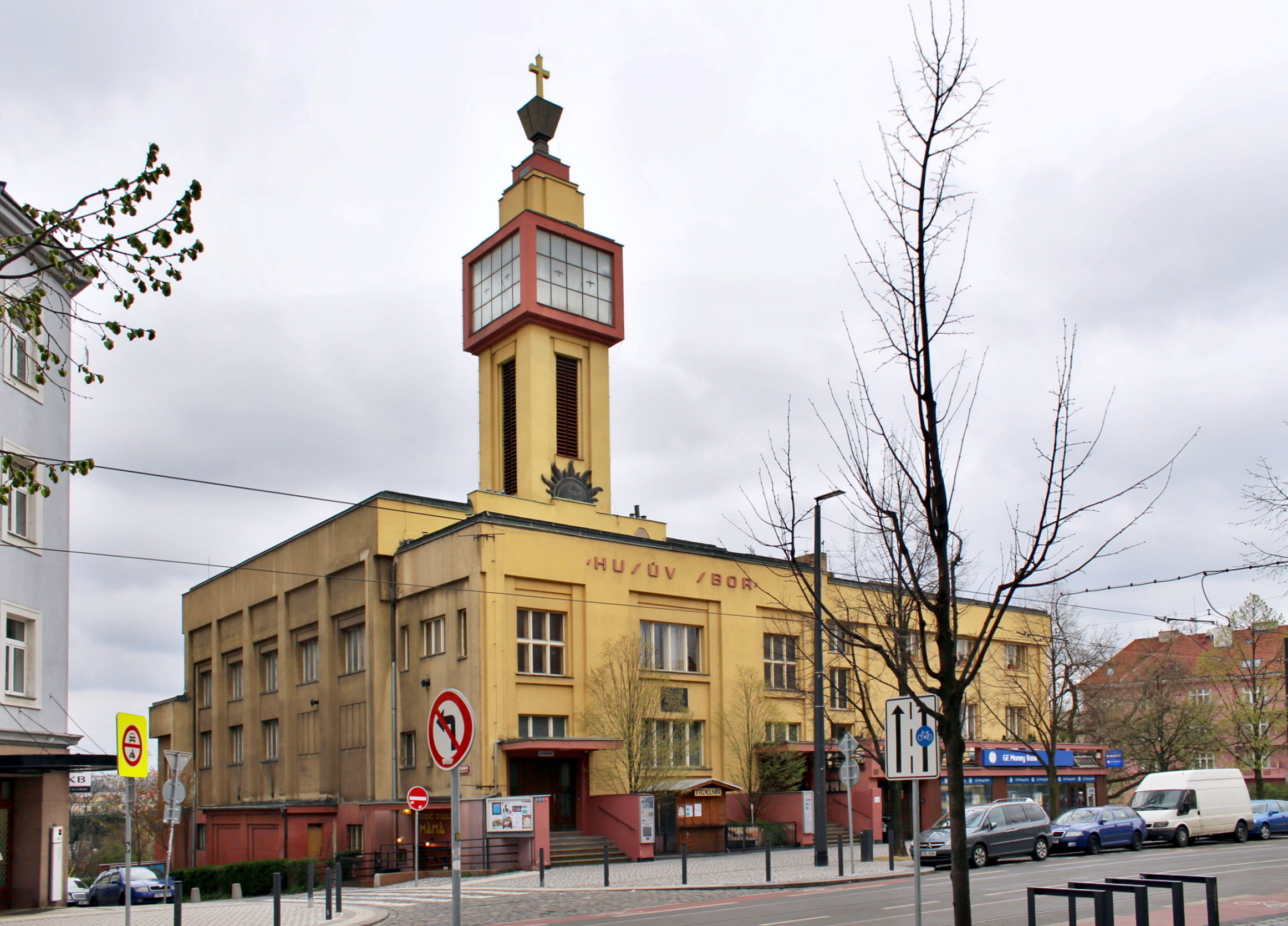
Husův sbor (Vršovice)

Dlouhé s (ſ) je varianta minuskulní litery s, která se dříve používala pro zobrazení této hlásky na začátku a uprostřed slabiky, zatímco na konci se používalo tzv. koncové, neboli okrouhlé s. Dvě podoby s se objevily v písmu raného středověku a úpadek používání obou variant proběhl postupně v humanistickém písmu.
Existují pozůstatky po dlouhém s, například dodnes zejména v němčině používané ß je ligatura dvojice dlouhého s (ſ) a ʒ (z) nebo dlouhého s (ſ) a okrouhlého s. Dále v matematice používaný znak ∫ pro integrál (z latinského ſumma, summa) a znak ʃ (minuskula esh) užívaný v IPA pro neznělou postalveolární frikativu vychází z dlouhého s. Lomítko / jako zkratka pro měnu shilling také pochází z dlouhého s. Dlouhé s se též užívá v logotypech firem a výrobků (např. Jägermeiſter nebo Hanſeatic Group).